# 奥莱报
奥莱报（Olé）是阿根廷一份體育報紙，報社總部位於阿根廷首都布宜諾斯艾利斯。它由號角報于1996年5月23日推出。自此以后，它成为阿根廷最知名的体育媒體之一。奥莱报的報道內容以足球為主，但也涵盖了与阿根廷有關的的大部分体育赛事以及重要的国际体育新闻。